# Molophilus frohnei
Molophilus frohnei är en tvåvingeart som beskrevs av Alexander 1968. Molophilus frohnei ingår i släktet Molophilus och familjen småharkrankar. Inga underarter finns listade i Catalogue of Life.